# Alexis de Sarachaga
Prince Alexis de Sarachaga-Bilbao,, dit Baron Séverin-Florentin Alexis de Sarachaga y Lobanoff de Rostoff, né le 8 novembre 1840 à Bilbao (Espagne) et mort le 4 mai 1918  à Marseille est le fondateur du musée du Hiéron à Paray-le-Monial, le fondateur de l'Institut des fastes eucharistiques et le directeur de publication de plusieurs périodiques catholiques.

## Biographie
Le baron Alexis de Sarachaga est basque. La famille Sarachaga-Bilbao est de courtoisie connue sous le nom de Princes et Barons Souverains,,. Son père le Prince et baron Jorge de Sarachaga-Bilbao dit Baron Jorge de Sarachaga-Uria, est parent de Thérèse d'Avila et par sa mère, Princesse Catherine de Sarachaga née Princess Lobanov-Rostovskaya,  il est lié à la cour impériale de Russie. Il perd, très jeune, ses parents (en 1843 son père, en 1847 sa mère)  et hérite d'une grande fortune. Il est confié à ses grands parents maternels qui vivent à Paris. Puis, en 1852 il est confié à un oncle norvégien.
Il entre à l'École polytechnique fédérale de Zurich, qu'il quitte trois ans après, sans terminer ses études. Il mène une vie mondaine. En 1867, il devient fonctionnaire au ministère des affaires étrangères de Madrid. Il est diplomate successivement à  Paris, puis à Saint-Pétersbourg. La découverte d'un enfant mort de froid devant sa porte, à Saint-Pétersbourg, le conduit à renoncer à la vie qu'il mène. Il rencontre, en 1873, le père Victor Drevon, jésuite, qui a le projet de créer un musée d'art sacré à Paray-le-Monial. Il le rejoint dans cette ville et s'engage pour la réalisation du musée et pour la diffusion de ses idées.  Le père Drevon meurt en 1880. Sarachaga se marie, en 1903, avec Eugénie Champion. Il a vécu durant 45 ans à Paray-le-Monial. L’héritier d’Alexis est la princesse Stéphanie de Sarachaga-Bilbao,.

## Le fondateur du musée du Hiéron
Le projet de musée de Victor Drevon et d'Alexis Sarachaga est de rassembler une collection de peintures et d'objets d'art autour du thème de l'Eucharistie. Victor Drevon est le concepteur principal et le baron d'abord le financeur. À la mort du père Drevon une importante bibliothèque existe et des œuvres ont été achetées mais il faut construire un vrai musée. C'est ce qu'il fait dix années après la mort du Père Drevon. Les travaux durent de 1890 à 1894. Le bâtiment fait face à la Résidence La Colombière occupée par la Compagnie de Jésus depuis 1873. Bien qu'entouré de collaborateurs, Alexis de Sarachaga est l'animateur principal du musée.
Le musée contient de nombreuses peintures, sculptures, objets sacrés ainsi qu' un sarcophage et une momie du  quatrième siècle avant Jésus-Christ, acheté, en 1896,  par Sarachaga à Payet, antiquaire lyonnais sa présence  illustre la pensée du baron qui considérait l'Égypte comme la plus ancienne civilisation connue se trouvant au plus près d'une  "Tradition primordiale" ;  les hiéroglyphes et les pyramides seraient  porteurs d'un sens caché de type gnostique et initiatique.

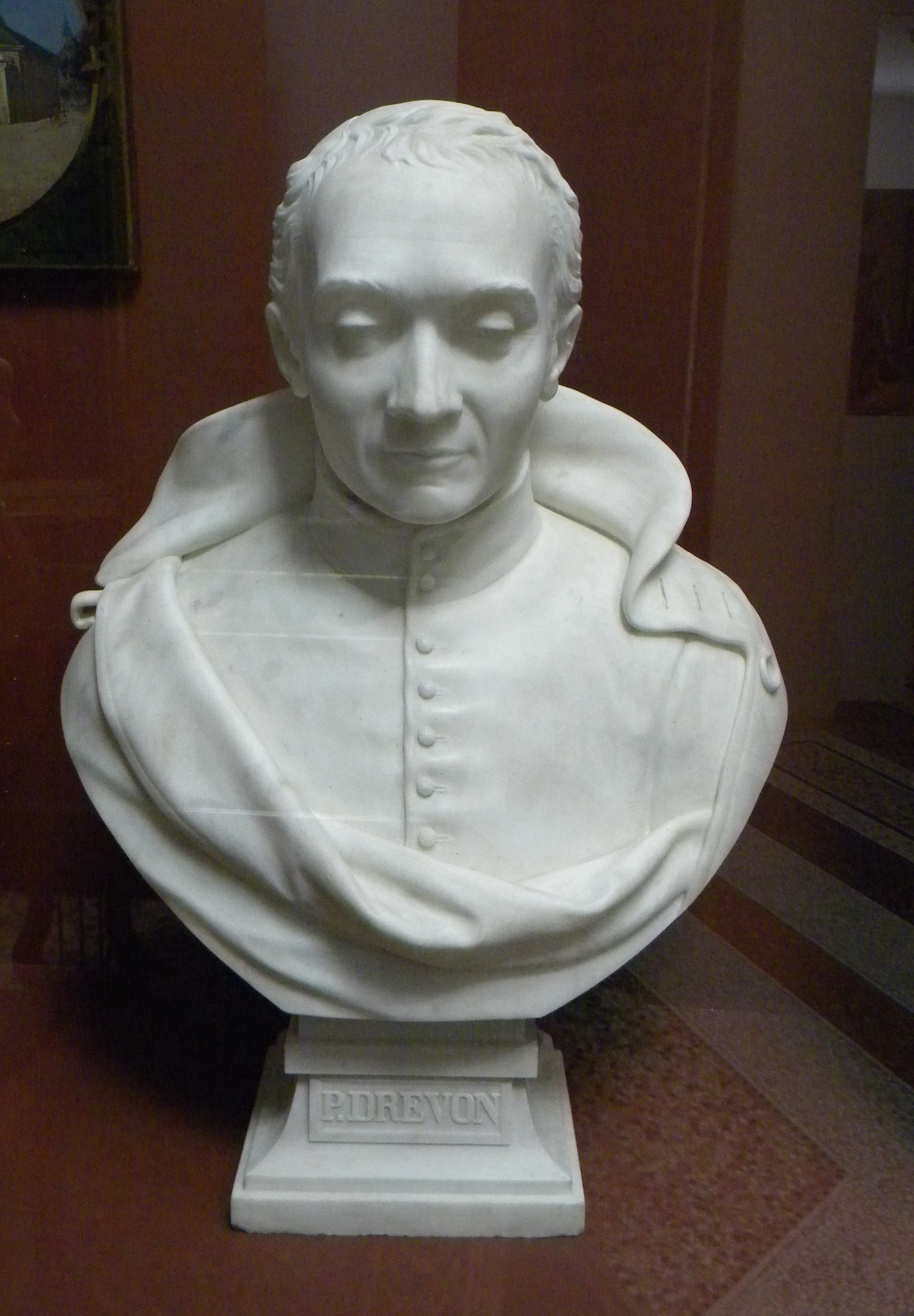
Buste du père Drevon, musée du hiéron

## Le directeur de publications
Alexis de Sarachaga a créé et dirigé plusieurs périodiques, tous édités à Paray-le-Monial, et qui se sont succédé :
- Le Règne de Jésus-Christ : revue illustrée du Musée et de la Bibliothèque eucharistiques de Paray-le-Monial 1re année : 1883 - 6e année : 1888
- L'Institut des fastes du Sacré-Cœur[10] : publication des travaux  historiques sde l'association pour la reconstitution officielle de la chrétienté, de 1889 1894
- Le Novissimum organon : organe instructeur de l'enseignement mutuel, social, populaire, de  1895 à 1900
- Le Politicon : pour l'instruction supérieure diplomatique suivant les règles et disciplines du Sacré-Cœur en faveur du plus grand développement du génie chrétien 1901-1906
- Le Pam-épopéion : annales de l'École bardique et de l'École diplomatique internationales 1908-1910

Il est, par ailleurs, éditeur scientifique :
- Les Collections d'histoire et d'art au Musée eucharistique du Sacré-Cœur de Paray-le-Monial : catalogue général des miracles eucharistiques d'après leur iconographie, statistique, bibliographie et relevé géographique Lyon 1888
- Le Règne social de J.-C. Hostie, bulletin de la Fédération du Sacré-Cœur fondée à Paray. 2 vol. 1886-1888

## Accueil et critique de l'œuvre et de la personne
"Les travaux d'Alexis de Sarachaga, exprimées dans les conférences et les publications du Hiéron, s'apparentent à la pensée du jésuite Athanasius Kircher (1602-1680) recherchant un savoir universel où langues, arts et sciences seraient issus d'une révélation adamique".
Patrick Leguet , en 2007, estime que « le hiéron glissa rapidement vers l'idée d'un complot judéo-maçonnique et renouera avec l'antisémitisme démonologique chrétien médiéval. On retrouvait aussi dans les productions de Sarachaga et de ses collaborateurs les ingrédients des thèses conspirationnistes et d'une conception paranoïaque de l'histoire… Manquant de bases scientifiques sérieuses, le collège du Hiéron, par sa volonté de tout réunifier dans un catholicisme intégral traduisait la peur d'un monde, qui, à la suite de ruptures d'ordre politique, religieuse et culturel, savait sa fin proche. »
Une exposition consacrée à « un bienfaiteur à Paray-le-Monial, le baron Alexis de Sarachaga (1840-1918) » a eu lieu a Paray-le-Monial en 2016.